# 10 groszy (1812–1813)
10 groszy (1812–1813) – moneta dziesięciogroszowa Księstwa Warszawskiego, bita na podstawie dekretu Fryderyka Augusta, króla saskiego, księcia warszawskiego, z dnia 25 czerwca 1810 r.

## Awers
W centralnej części znajduje się herb sasko-polski – na dwupolowej tarczy nakrytej królewską koroną saską, w lewym polu herb saski, w prawym polu orzeł polski. Po bokach tarczy umieszczono dwie gałązki palmowe skrzyżowane u dołu, dookoła całości otok z perełek.

## Rewers
Na tej stronie umieszczono nominał 10, pod nim napis „GROSZY”, poniżej rok bicia 1812 lub 1813, na samym dole inicjały intendenta mennicy w Warszawie – I.B. (Jakub Benik), a dookoła całości otok z perełek.

## Opis
Monetę bito w mennicy w Warszawie, w bilonie (próby 194), na krążku o średnicy 22 mm, masie 2,9 grama, z rantem gładkim. Według sprawozdań mennicy w latach 1812–1813 w obieg wpuszczono 4 500 001 sztuk. Stopień rzadkości poszczególnych roczników przedstawiono w tabeli:
| Rocznik        | Stopień rzadkości | Liczba egzemplarzy | Uwagi                            | Zdjęcie |
| -------------- | ----------------- | ------------------ | -------------------------------- | ------- |
| 10 groszy 1812 | R                 | 80 001–400 000     |                                  |         |
| 10 groszy 1813 |                   | > 400 000          | zdarzają się fałszerstwa z epoki |         |

Wg katalogów istnieje również moneta dziesięciogroszowa z 1810 r. ze znakiem intendenta I.S. o rysunku zgodnym z projektem monet Księstwa Warszawskiego z 1810 r., której przypisywany jest stopień rzadkości R5. Moneta ta ma jednak wyraźnie odmienny rysunek niż monety z lat 1812 i 1813, ale przede wszystkim drobne otokowe perełki zarówno na awersie i rewersie. Część katalogów klasyfikuje dziesięciogroszówkę z 1810 jako odmienny typ monety. W sprawozdaniach mennicy zamieszczonych w pracy Karola Plagego napisano, że dziesięciogroszówki były wprowadzane w obieg przez mennicę tylko w latach 1812 i 1813. Wypuszczanie do obiegu niewielkiej liczby monet (do kilkuset sztuk) w dwa lata po ich faktycznej emisji, aczkolwiek możilwe, nie wydaje się jednak zbyt prawdopodobne. Na rynku kolekcjonerskim krążą niepotwierdzone opinie, że rocznik 1810 to albo są monety jakiegoś bliżej dzisiaj nieokreślonego dziewiętnastowiecznego nowego bicia, albo po prostu fałszerstwa na szkodę kolekcjonerów.